# Porites eridani
Porites eridani är en korallart som beskrevs av Umbgrove 1940. Porites eridani ingår i släktet Porites och familjen Poritidae. IUCN kategoriserar arten globalt som starkt hotad. Inga underarter finns listade i Catalogue of Life.